# Vidora
Vidora är en ort i Kanada.   Den ligger i provinsen Saskatchewan, i den södra delen av landet, 2 600 km väster om huvudstaden Ottawa. Vidora ligger 949 meter över havet och antalet invånare är 200.
Terrängen runt Vidora är platt. Trakten runt Vidora är nära nog obefolkad, med mindre än två invånare per kvadratkilometer.. Det finns inga andra samhällen i närheten.
Trakten runt Vidora består i huvudsak av gräsmarker.